# Містер Штейн іде в онлайн
«Мсьє П'єр іде в онлайн» (нім. Monsieur Pierre geht online; фр. Un profil pour deux, «Один профіль користувача на двох») — французька романтична кінокомедія 2017 року режисера Стефана Робелена.

## Сюжет
Овдовілий 75-річний парижанин П'єр Штейн (П'єр Рішар) живе сам, ніколи не виходить з свого помешкання і насправді не хоче більше знати про цілий світ. Щоб щось змінити в житті П'єра, його дочка Сільвія (Стефана Біссо) подарувала комп'ютер, а внучка Жульєтта (Стефані Креянкур) попросила свого хлопця Алекса (Яніс Леспер) навчити дідуся користуватися новою технікою. Спочатку П'єр не сприймає технічного монстра, але поступово втягується і реєструється на сайті знайомств, однак вписує не свої дані, а всі дані Алекса, навіть вставив фотографію свого молодого «вчителя». П'єр вміє гарно висловлювати свої думки і незабаром починає листуватися з 30-річною Флорою (Фанні Валет), яка живе в Брюсселі. Але листування не може тривати вічно і Флора збирається відвідати адресата в Парижі. Цілком логічно, що ця афера не залишиться без наслідків та ускладнень. Що ж зробить П'єр, адже він не Алекс?

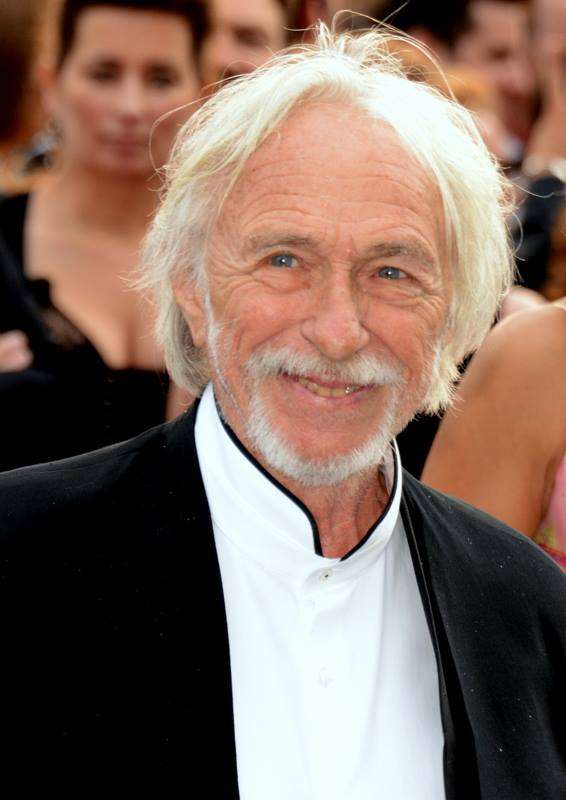
П'єр Рішар. 2015

## Ролі виконують
- П'єр Рішар — П'єр
- Яніс Леспер[fr] — Алекс
- Фанні Валет[fr] — Флора
- Стефана Біссо[fr] — Сільвія
- Стефані Креянкур[fr] — Жульєта
- Гюстав Керверн[fr] — Бернар

## Навколо фільму
- Прем'єра фільму відбулася у Франції 19 січня 2017 року на Міжнародному фестивалі комедійного фестивалю Альп-д'Уе, а його вихід на екрани кінотеатрів відбувся 12 квітня 2017 року. У Бельгії відбулася прем'єра 17 лютого 2017 року на Міжнародному фестивалі дю Монс та в кінотеатрах 18 квітня 2017 року. У Німеччині його випустили в кінотеатрах 22 червня 2017 року.